# Gunilla Bejbro-Högfeldt
Gunilla Kristina Bejbro-Högfeldt, född 2 september 1945, är en svensk journalist.
Bejbro-Högfeldt arbetade på Östgöta-Correspondenten i två decennier. Hon var redaktionschef och ställföreträdande utgivare när hon från 1 november 1998 blev tidningens ansvariga utgivare. I mars 1999 utsågs hon till tidningens ordinarie chefredaktör. Hon slutade som chefredaktör 2004 och efterträddes av Ola Sigvardsson.